# Jiříkov (Dolní Újezd)
Jiříkov je malá vesnice, část obce Dolní Újezd v okrese Svitavy. Nachází se 2 km na sever od Dolního Újezdu. V roce 2009 zde bylo evidováno 37 adres. V roce 2011 zde trvale žilo 74 obyvatel.
Jiříkov leží v katastrálním území Dolní Újezd u Litomyšle o výměře 19,72 km2.

## Historie
Osada Jiříkov byla založena roku 1785 Jiříkem Křišťanem Valdštejnským. V roce 1922 v obci bylo 30 stavení. V roce 1923 započato se stavbou silnice k Říkovicím přes Jiříkov z Dolního Újezda.

## Spolky
Dne 5. července 1928 byl založen Sbor dobrovolných hasičů pro osadu Jiříkov. Přihlásilo se 31 činných členů a 13 přispívajících členů. Hasičský stroj zakoupen u firmy Stratílek ve Vysokém Mýtě za 12 560 Kč. Starostou byl zvolen Josef Stráník čp. 17, velitelem Josef Stráník čp. 38.

## Další fotografie

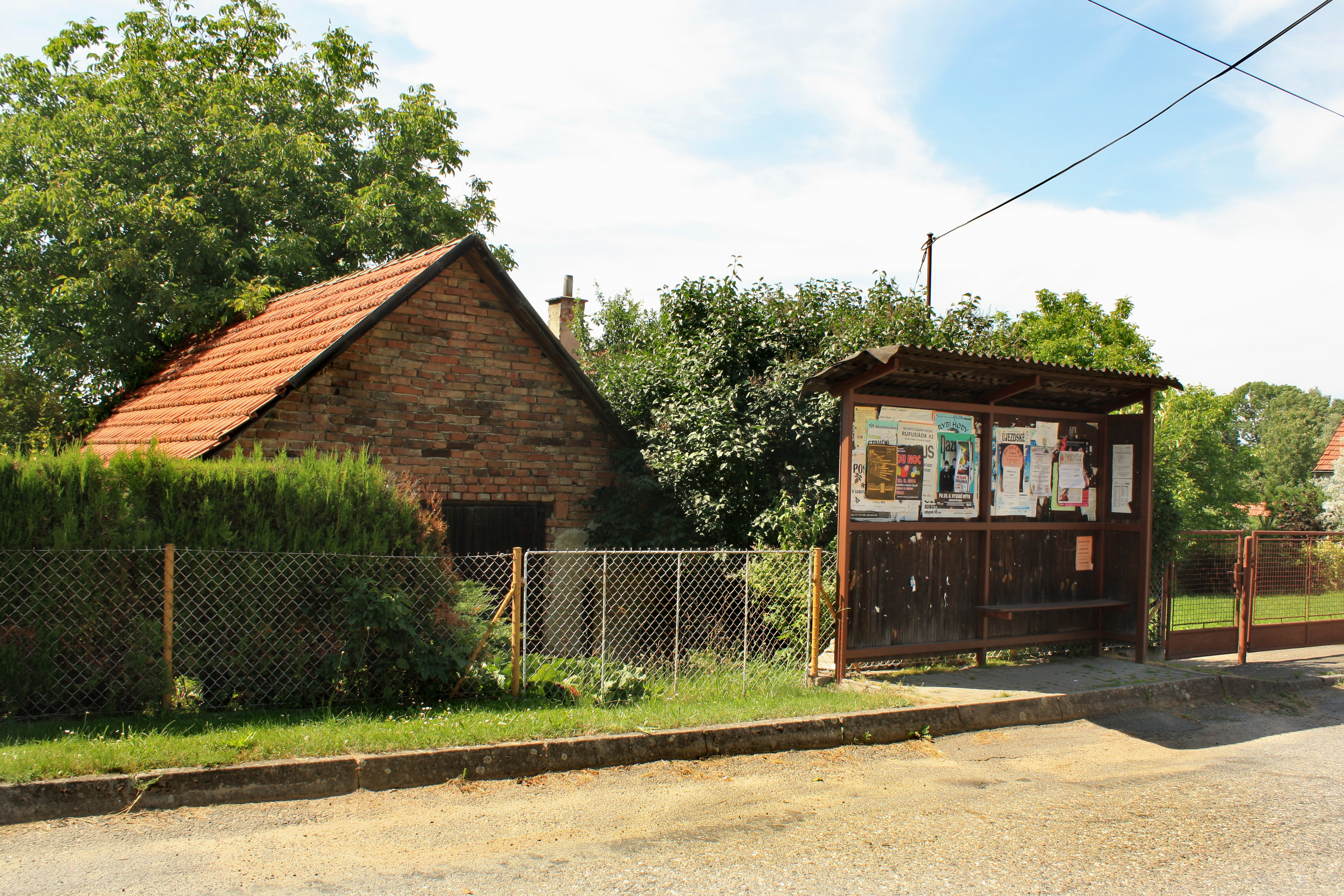
Malá autobusová zastávka
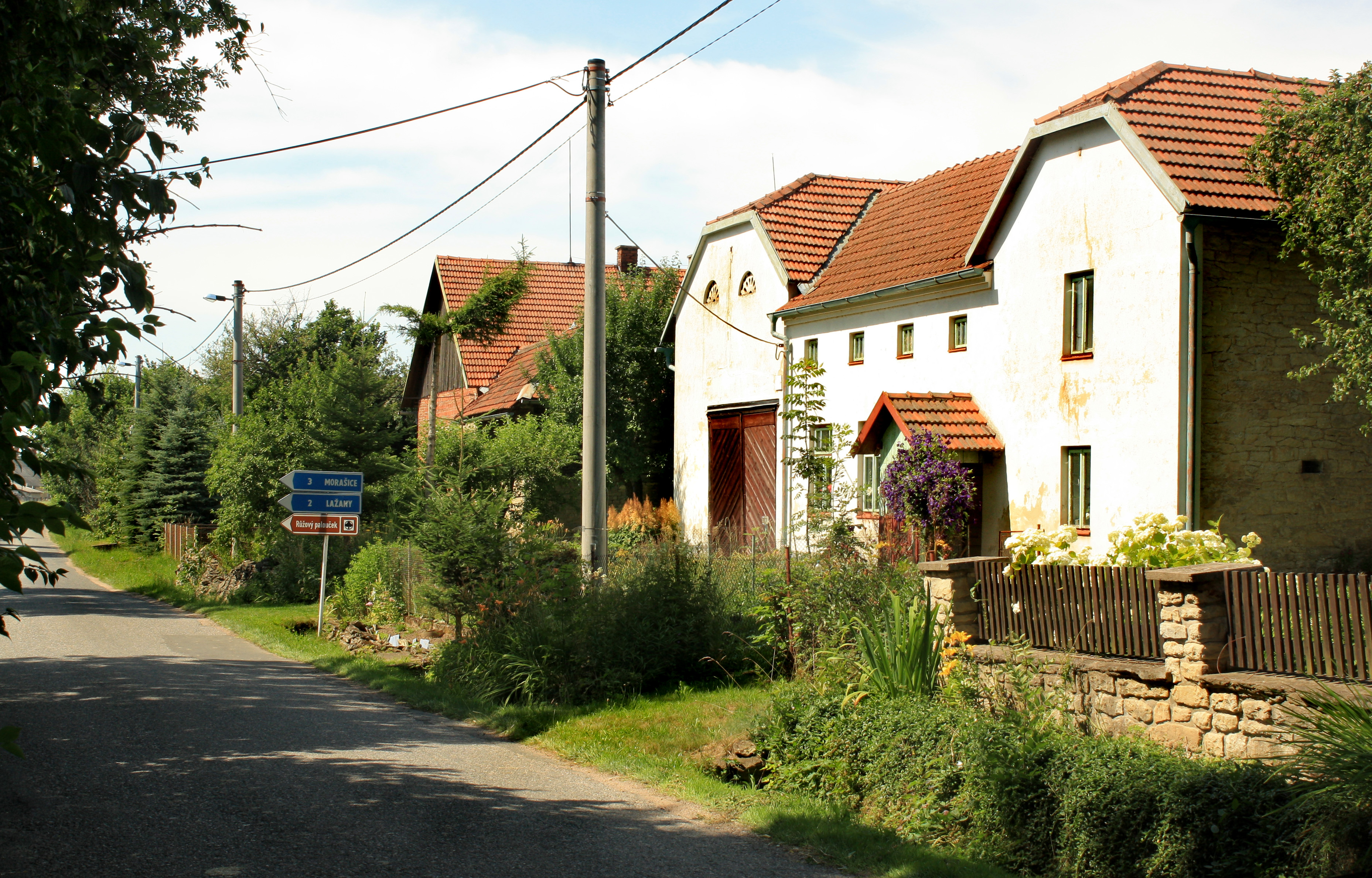
Severní část vesnice
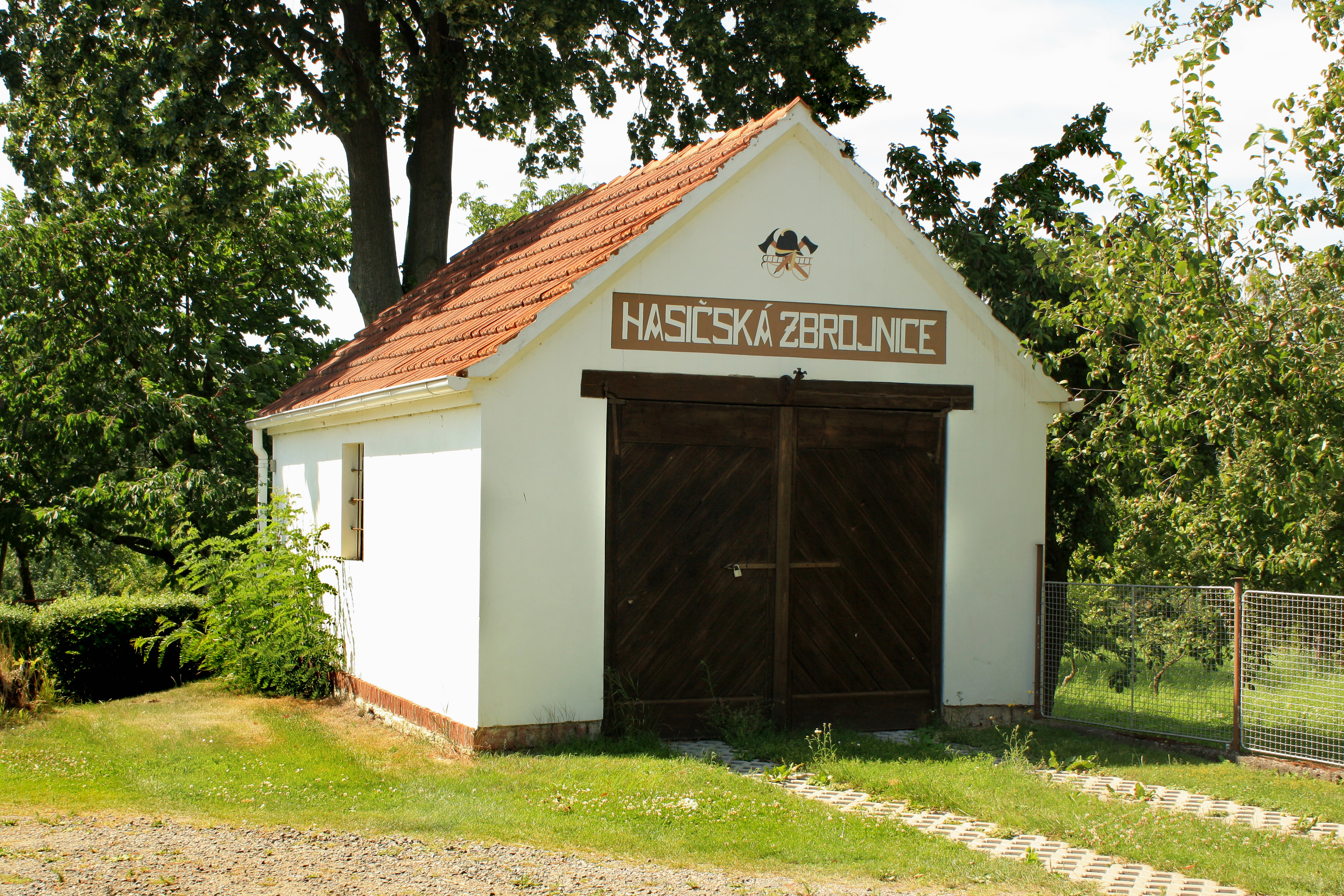
Malá hasičská zbrojnice